# Concordia (Kansas)
Concordia – miasto w Stanach Zjednoczonych, w stanie Kansas, w hrabstwie Cloud, położone nad rzeką Republican.